# Estação Saracuruna
Saracuruna é uma estação de trem de Duque de Caxias, na Baixada Fluminense, no estado do Rio de Janeiro. É a estação de integração entre os ramais de Saracuruna, Vila Inhomirim e Guapimirim, todos sob a concessão da SuperVia.

## Plataformas
- Nível Trem Elétrico: 1a, 1b: Linha Saracuruna (Sentido Central do Brasil)
- Nível Trem Diesel: 1a: Linha Vila Inhomirim, 1b: Linha Guapimirim